# Aleksandra Wachniewska
Aleksandra Wachniewska z domu Fejfer-Stankowska (ur. 25 września 1902 we Floriance, zm. 1989 w Zwierzyńcu) – polska malarka.

## Życiorys
Absolwentka Akademii Sztuk Pięknych w Warszawie. Tworzyła głównie pejzaże ukazujące przyrodę Roztocza, najczęstszym motywem jej obrazów były drzewa.
Oprócz malarstwa była zaangażowana w działalność na rzecz ochrony przyrody. Będąc społecznym delegatem Państwowej Rady Ochrony Przyrody na Zamojszczyznę, przyczyniła się do ustanowienia na Roztoczu wielu rezerwatów przyrody. Miała też znaczący udział w doprowadzeniu do utworzenia Roztoczańskiego Parku Narodowego, jako orędowniczka tego pomysłu u ówczesnych władz.